# Hoani
Hoani är en ort i Komorerna.   Den ligger i distriktet Moheli, i den västra delen av landet, 80 km sydost om huvudstaden Moroni. Hoani ligger 19 meter över havet och antalet invånare är 1 114.
Terrängen runt Hoani är huvudsakligen kuperad, men österut är den platt. Havet är nära Hoani norrut. Runt Hoani är det ganska tätbefolkat, med 222 invånare per kvadratkilometer. Närmaste större samhälle är Fomboni, 8,0 km öster om Hoani. I omgivningarna runt Hoani växer i huvudsak städsegrön lövskog.